# Уломское сельское поселение
Уломское сельское поселение — административно-территориальная единица Череповецкого района Вологодской области России. Образована 28 апреля 2015 года законом Вологодской области № 3632-ОЗ. Включает 82 населённых пункта, административный центр — деревня Коротово.
Граничит на севере с Судским сельским поселением и Кадуйским районом, на северо-востоке — с Югским муниципальным образованием, на востоке — с Мяксинским сельским поселением, на юго-востоке — с Ярославской областью, на юго-западе — с Тверской областью, на северо-западе — с Устюженским районом. По территории поселения протекают реки Колоденка, Уломка, Воротишинка, Вочкомка, Кисовка, Перекладник. Озёра: Колоденское, Уломское, Искорское, Мороцкое.

## Население
| 2016 | 2017  | 2018  | 2019  | 2020  | 2021  | 2023  |
| ---- | ----- | ----- | ----- | ----- | ----- | ----- |
| 3394 | ↘3305 | ↘3216 | ↘3170 | ↘3150 | ↗3174 | ↘3099 |

Наиболее крупные населённые пункты: деревня Коротово, посёлок Сосновка, деревни Ягница, Песье, Николо-Раменье.

## Достопримечательности
- Барский терем в деревне Коротово
- Дом культуры в деревне Коротово
- Останки железной дороги Суда — Весьегонск
- Комплекс церквей в сёлах Дмитриево и Улома